# Haus der Wunder

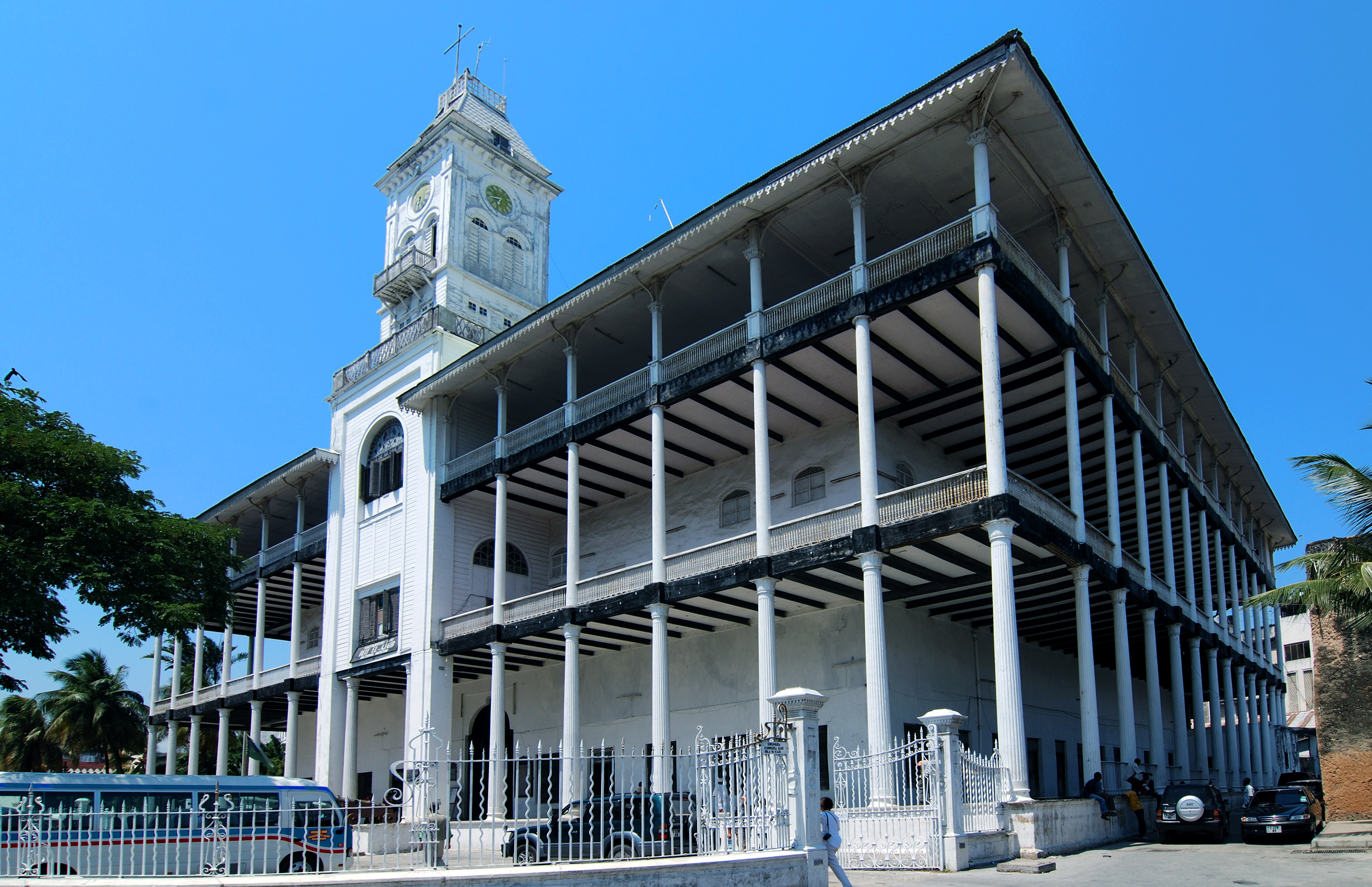
Haus der Wunder, 2010

Das Haus der Wunder (arabisch: Eu ~l, Beit el-Ajaib) ist ein historisches Gebäude in Stone Town, Sansibar, Tansania.
Es gilt als eines der bekanntesten Wahrzeichen der Insel und beherbergte bis zu seinem teilweisen Einsturz im Jahr 2020 das Nationalmuseum für Geschichte und Kultur von Sansibar und dem Suaheli-Küstenraum.

## Geschichte
Das Haus der Wunder wurde 1883 unter Sultan Barghash bin Said errichtet und war Teil eines Palastkomplexes, der auch den Sultanpalast und das Alte Fort umfasste. Es war das erste Gebäude in Ostafrika, das mit Elektrizität und einem Aufzug ausgestattet war – daher der Name „Haus der Wunder“.
Die Architektur vereint arabische, europäische und afrikanische Elemente und spiegelt die kulturelle Vielfalt Sansibars wider. Nach dem Ende der Sultanatsära wurde das Gebäude für verschiedene Zwecke genutzt, unter anderem als Regierungssitz und später als Museum. Es war ein zentraler Ort für die Darstellung der Geschichte Sansibars, der Suaheli-Kultur und des maritimen Erbes der Region.

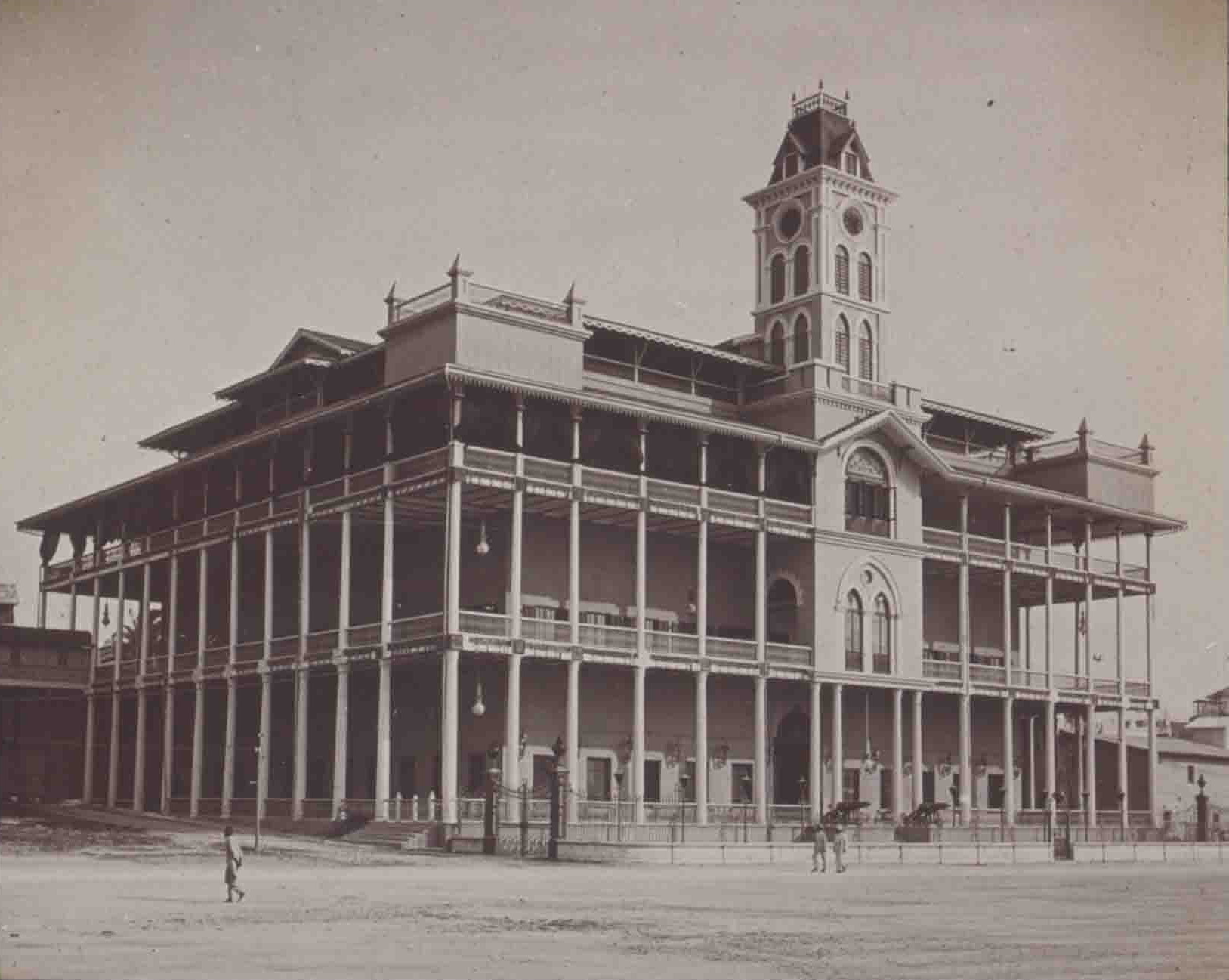
Haus der Wunder ca. 1907

## Einsturz 2020
Am 25. Dezember 2020 stürzte ein Teil des Gebäudes während laufender
Restaurierungsarbeiten ein. Dabei kamen zwei Bauarbeiter ums Leben, vier weitere
wurden verletzt. Der Einsturz betraf vor allem die Ostfassade und Teile des Innenbereichs. Die Ursache wurde auf strukturelle Schwächen und mangelhafte Instandhaltung zurückgeführt.
Internationale Organisationen wie das UNESCO-Welterbezentrum und das
Omanische Kulturministerium hatten zuvor Mittel zur Restaurierung bereitgestellt. Der Einsturz löste weltweite Besorgnis über den Zustand historischer Bauten in Sansibar aus.

## Restaurierung und Zukunft
Nach dem Einsturz wurden Pläne zur umfassenden Restaurierung des Hauses der Wunder angekündigt. Die Regierung von Sansibar arbeitet mit internationalen Partnern zusammen, um das Gebäude zu sichern und langfristig wiederherzustellen. Ziel ist es, das Museum in seiner ursprünglichen Funktion wiederzueröffnen und das kulturelle Erbe der Region zu bewahren.

## Bedeutung
Das Haus der Wunder ist nicht nur ein architektonisches Meisterwerk, sondern auch ein Symbol für die Geschichte Sansibars als Handelszentrum zwischen Afrika, Arabien und Asien. Es ist Teil des UNESCO-Weltkulturerbes „Stone Town von Sansibar“ und spielt eine zentrale Rolle in der kulturellen Identität der Insel.